# Heimatblock
Heimatblock (нім. Heimatblock «блок батьківщини») — політична партія у Першій Австрійській Республіці в 1930—1933 роках. Була політичним відгалуженням правої організації «Гаймвер». Як коаліційна партія першого уряду Дольфуса доклала неабияких зусиль до переродження Першої Республіки в австрофашистську станову державу.